# Tardieův plán
Tzv. Tardieův plán z března roku 1932 je reakcí francouzské vlády na vzrůstající ekonomickou sílu Německa. Pojmenován po francouzském ministru zahraničí André Tardieovi, plán ve formě memoranda navrhoval hospodářskou spolupráci se státy střední Evropy. Cílem mělo být vytvoření tzv. dunajské federace, jejímž základem by byly tehdejší státy Malé dohody a také Rakousko a Maďarsko. Kromě Tardiera byl spoluautorem plánu i československý ministr zahraničí Edvard Beneš.

## Plán dunajské federace
Neustupující hospodářská krize a především neudržitelná ekonomická situace Rakouska přiměla Francii k vytvoření dalšího plánu spolupráce pro středoevropské země. V pozadí celého plánu stála jistě i potřeba Francie posílit svůj vliv na tomto území. Francouzský ministerský předseda a ministr zahraničí Tardieu tak počátkem března 1932 ve formě memoranda navrhl plán středoevropské spolupráce, kde doporučoval řešit situaci v této oblasti na základě preferenčního systému, o kterém se mělo předem dohodnout pět zemí, tj. Rakouska, Maďarska, Rumunska, Československa a Jugoslávie mezi sebou. Velmoci měly být z přímě účasti vynechány. Zdůrazňována byla především hospodářská spolupráce, politické prvky měly být úplně vyloučeny. 

### Pohled Československé strany
Československo bylo jednoznačným zastáncem plánu. Kamil Krofta dokonce neváhal plán označit za, doslova, náš plán, tj. plán ministra Edvarda Beneše.  Sám Beneš poté vyhlásil Tardieuovi i jménem Malé dohody základní body pro úpravu systému:
Nepřijmeme žádnou společnou politickou a státoprávní organizaci středoevropských států, nepřijmeme žádnou celní unii, nezačneme žádnou akci bez Rumunska a Jugoslávie, zatím možno myslet jen na nějaký preferenční systém dohodnutý pouze menšími středoevropskými státy, nepřijmeme nic, čeho by se přímo účastnila některá velmoc.
Svou účast Beneš dále podmínil tím, že s návrhem musí souhlasit i Německo a Itálie.

## Pád Tardieova plánu
Nicméně právě na postoji ostatních zemí celý Tardieův plán ztroskotal. Itálie byla první zemí, která se vyslovila jednoznačně odmítavě. Její stanovisko se odvíjelo především od vlastních zájmů ve střední Evropě a z obavy o růst vlivu Malé dohody. Podobně se k plánu postavilo i Německo. Plán nakonec náležitě nepodpořilo ani Maďarsko, které mělo vyloženě odpor ke spolupráci s Československem, a ještě více zarážející se nakonec ukázal i samotný postoj malodohodových spojenců,  kteří  plán nepodpořili tak, jak by se v dané situaci očekávalo. Plán v konečném důsledku pohřbila také Británie. Ta Francii odmítla jednoznačně podpořit a místo toho později navrhovala další plány, jež stejně jako ostatní skončily neúspěchem.  O osudu Tardieuova plánu tak již po několika týdnech rozhodla dubnová konference v Londýně a celý plán byl definitivně pohřben po několika měsících na podzimní konference ve Strese. 
Pád Tardieova plánu znamenal politickou prohru jak pro Francii, tak pro Československo.  Stále více se ukazovalo, že především hospodářská situace malých státu nezajímá  žádnou z velmocí do té doby, kdy by zde mohla uplatnit své mocenské zájmy. Nejinak to pociťovalo i Československo, které s neúspěchem Tardieuva plánu ztratilo možnost upevnění vlivu Malé dohody a potažmo sebe jako její vedoucí síly ve střední Evropě.